# Stadtbad Mitte (Frankfurt am Main)

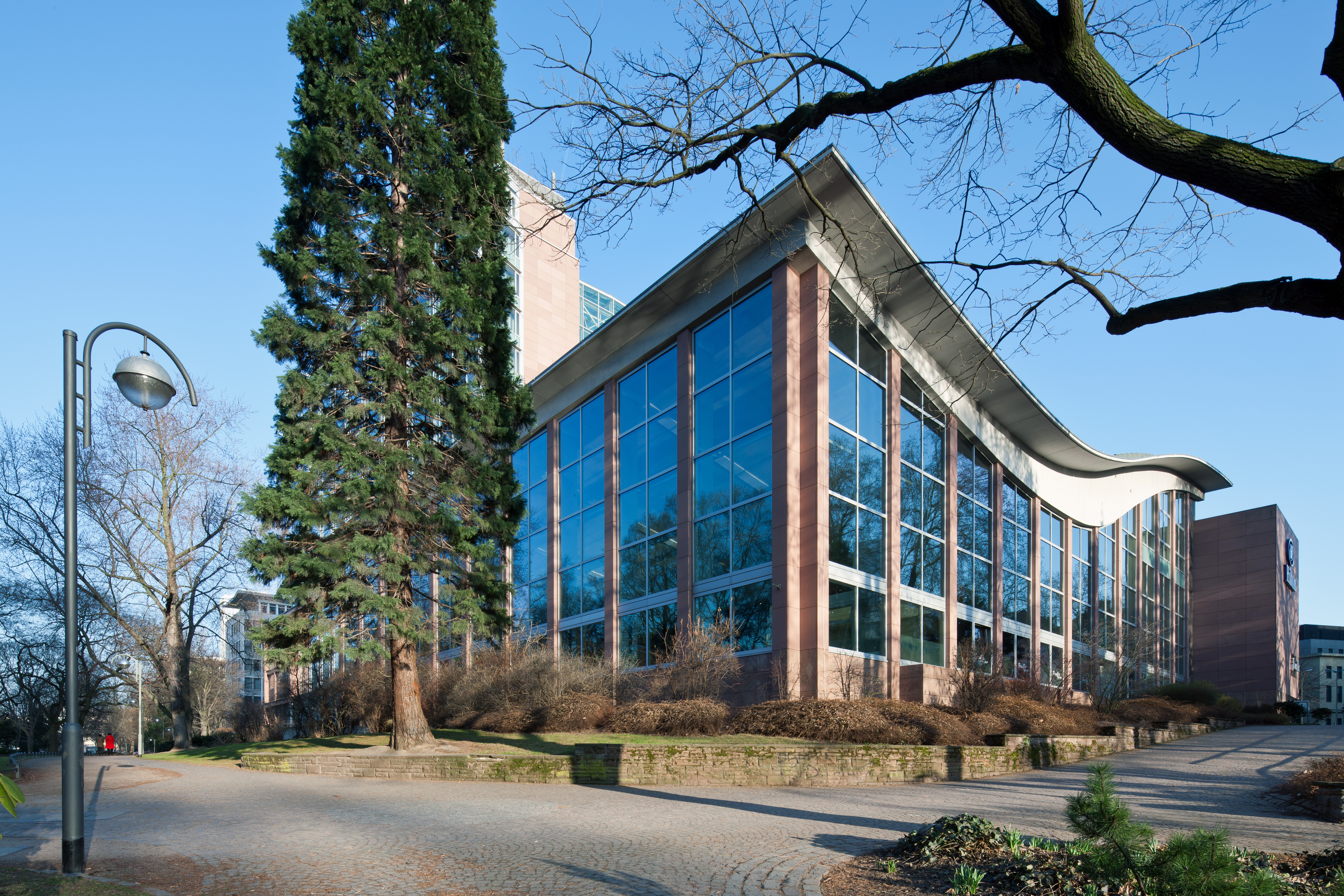
Das neue Stadtbad Mitte (heute Schwimmbad von Fitness First)

Das Stadtbad Mitte war ein 1960 eröffnetes städtisches Hallenbad in Frankfurt am Main.
Im Jahre 1995 wurde das Bad verkauft und ist heute ein teilweise immer noch öffentlich nutzbares Schwimmbad des neu errichteten Hilton-Hotels. 

## Vorgeschichte: Das alte Stadtbad Mitte

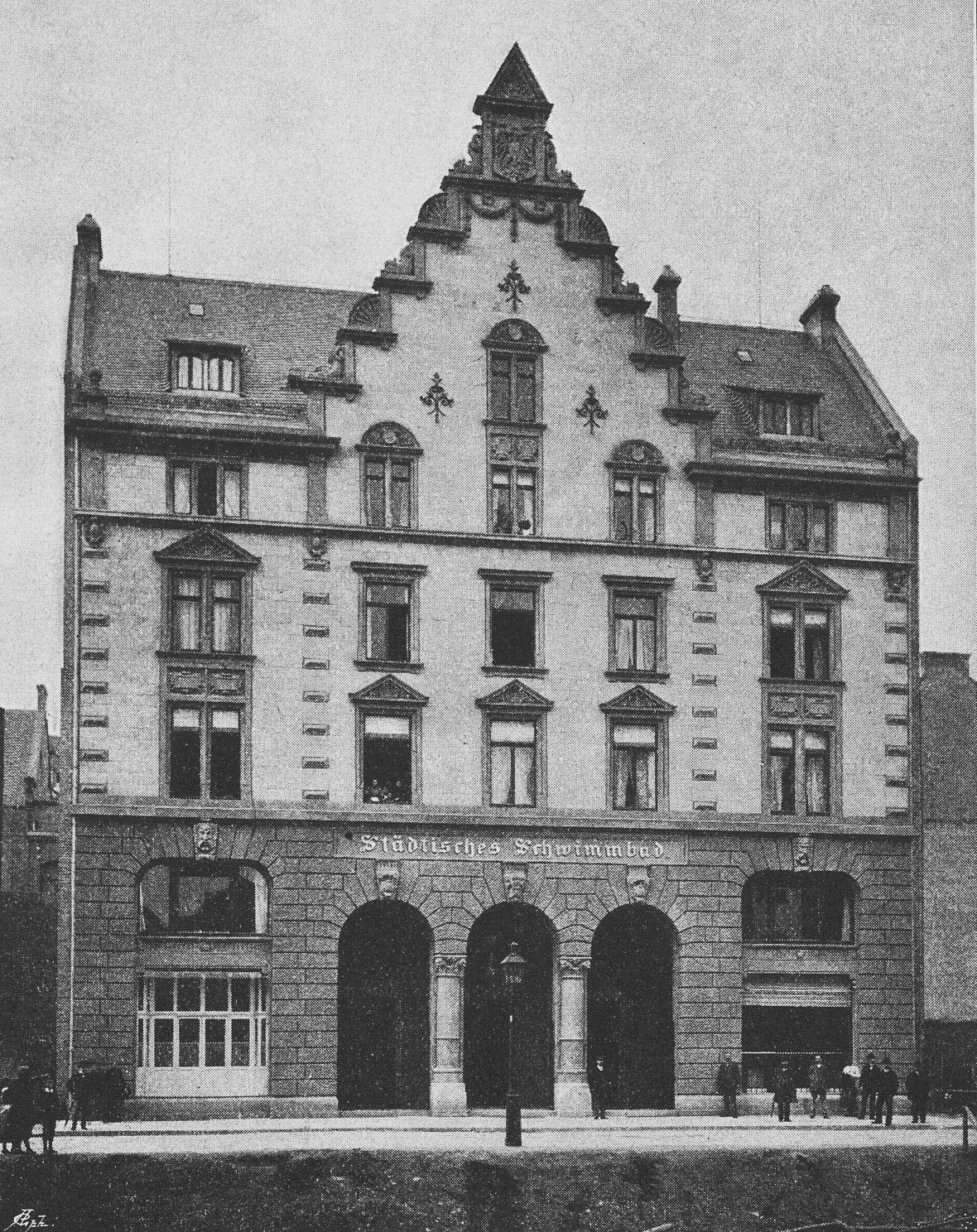
Das alte Stadtbad Mitte (1879)

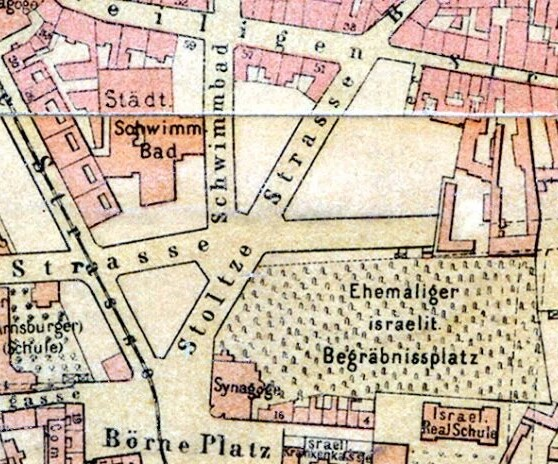
Ursprüngliche Lage des alten Stadtbad Mitte (Stadtplan 1895)

Bereits in der Zeit der Weimarer Republik hatte die Stadt Frankfurt ein kommunales Stadtbad Mitte (Offizieller Name: Städtisches Schwimmbad) am Dominikanerplatz (heute: Börneplatz) erbaut. Nach der Machtergreifung der Nationalsozialisten wurde die Nutzung dieses Bades für jüdische Mitbürger eingeschränkt. So regelte die Verfügung des Oberbürgermeisters vom 22. Januar 1938, dass Juden nur am Samstag von 20:15 bis 22:00 Uhr in der kleinen Schwimmhalle sowie montags von 9:00 bis 14:00 Uhr (Frauen) und von 15:00 bis 21:00 Uhr (Männer) im russisch-römischen Bad schwimmen durften.
Im Zweiten Weltkrieg wurde das Stadtbad Mitte bei den Luftangriffen auf Frankfurt am Main stark beschädigt und nach dem Krieg nur notdürftig wiederhergestellt. Ab März 1957 wurde es abgerissen und an seiner Stelle bis 1958 das Verwaltungsgebäude der Allgemeinen Ortskrankenkasse (AOK) erbaut. Der letzte Öffnungstag war der 28. Februar 1957. Auch wenn das alte Stadtbad Mitte „nicht viel Komfort zu bieten vermochte“, besuchten es „mangels besserer Gelegenheiten jedoch eine immer große Zahl ständig wiederkehrender Besucher“.

## Bau des neuen Stadtbads Mitte
1953 schrieb die Stadt Frankfurt einen Planungswettbewerb aus, wie ein Neuaufbau des Stadtbads Mitte am alten Platz umzusetzen sei. Diese Pläne wurden jedoch aufgrund des geringen Platzes und der fehlenden Finanzierung nicht vorangetrieben. Stattdessen entschied sich der Magistrat 1956 für ein zentrales Hallenschwimmbad an der Hochstraße am Rande der Wallanlagen. Vorgesehen war der Bau von zwei Normalbecken, in denen auch sportliche Wettkämpfe aller Art ausgetragen werden können. Daneben sollte ein kleineres Lehrbecken für Unterrichtszwecke gebaut werden, das auch als Nichtschwimmerbecken nutzbar war. Die Kosten wurden von der Frankfurter Aufbau AG mit 8 Millionen DM geschätzt. Das Hochbauamt erhielt den Auftrag, eine Vorplanung durchzuführen, wobei das Wallservitut beachtet werden sollte.
Als die Stadtverordnetenversammlung am 5. September 1957 die Planungen genehmigte, waren die Kosten bereits auf 12 Millionen DM gestiegen. Dies war vor allem dem verbesserten Angebot geschuldet. Das neue Stadtbad Mitte war in vier Baukörper gegliedert: die Reinigungsbäder, die Schwimmbecken, die Tribüne und die Gymnastiksäle. Weiterhin waren zwei wettkampftaugliche 25-Meter-Becken mit 15 Meter Breite vorgesehen, die durch eine Glaswand voneinander getrennt waren. Eines der Becken verfügte über einen 10-Meter-Sprungturm und eine entsprechende Tiefe. Die Tribüne am Sportbecken bot tausend Besuchern Platz. Die Tribüne hatte eigene Zugänge von der Hochstraße aus und trennte das Schaupublikum vom eigentlichen Schwimmbad.
Zur Wallanlage hin war ein großer Erfrischungsraum mit Balkon vorgesehen. Das Wallservitut wurde durch den Neubau verletzt, da der Bau bis in die Anlagen hineinreichte. Im Gegenzug wurde die Grünanlage seitlich des Bades bis hin zur Hochstraße erweitert.
Der Aufbau sollte bis 1959 erfolgt sein, da das alte Bad bereits geschlossen war. Die Frankfurter Aufbau-AG als Bauunternehmen schaffte es jedoch nicht, das Gebäude fristgerecht fertigzustellen und wies auf die durch das Wirtschaftswunder sehr stark ausgelastete Bauindustrie als Begründung hin. Durch die Verzögerung wurde das gegenüberliegende Parkhochhaus an der Taubenstraße gleichzeitig mit dem Stadtbad Mitte eröffnet und das befürchtete Parkproblem verhindert.
Zur Eröffnung 1960 waren die Kosten auf 13,4 Millionen Mark gestiegen.

## Denkmalschutz
Die Planung des Büros Schneider & Bohnenberg überzeugte die Stadt insbesondere durch den Entwurf der wellenförmig geschwungenen Dächer. 1986 beschloss der Magistrat, eine Liste von 19 Gebäuden aus den 1950er Jahren, die als typische oder herausragende Beispiele der Nachkriegsarchitektur unter Denkmalschutz gestellt werden sollten. Darunter war auch das Stadtbad Mitte.

## Schließungsdiskussion und Hotelbau
Anfang der 1990er Jahre wies das Stadtbad Mitte starke Baumängel auf. Die Kosten einer vollständigen Sanierung wurden mit fast 40 Millionen Mark veranschlagt. Nachdem die Betriebssicherheit nicht mehr gewährleistet war, schloss die Stadt 1993 das Bad für die Öffentlichkeit. Anstatt die Sanierung in eigener Regie vorzunehmen, entschied sich der Magistrat unter Andreas von Schoeler (SPD), eine Privatisierung des Bades vorzunehmen.
Gegen diese Planungen richtete sich der Protest vieler Bürger und Sportvereine. Eine Bürgerinitiative „Rettet das Stadtbad Mitte“ wurde gegründet, die durch eine Spendenaktion einen Betrag von drei Millionen Euro sammeln wollten, um das Bad in städtischer Regie zu erhalten. Die Initiative sammelte jedoch nur 68.000 DM. Ein Grund für das geringe Interesse kann auch gewesen sein, dass in den Vorjahren eine Reihe von Hallenbädern, allen voran das Rebstockbad entstanden war.
1995 wurde das Stadtbad Mitte an die Hilton-Kette für 36 Millionen Mark verkauft. Diese riss das Verwaltungsgebäude des Bades ab und erbaute auf dem fast 5700 Quadratmeter großen Grundstück das dreizehnstöckige Hilton-Hotel. Teil des Verkaufsvertrages waren Vereinbarungen zur Sicherstellung des Denkmalschutzes und der weiteren öffentlichen Nutzung, die auf 30 Jahre abgeschlossen wurden.
So blieb das eigentliche Schwimmbadgebäude mit seinem markanten Dach als Anbau des neuen Hotels stehen und verblieb unter Denkmalschutz. Das Schwimmbad wurde deutlich verkleinert (zwei Becken und der Zehn-Meter-Sprungturm fielen weg), blieb aber als Schwimmbad erhalten. Das Bad muss mindestens an fünf Tagen und insgesamt 45 Stunden in der Woche für jedermann geöffnet werden. Auch darf der Eintritt nur 25 Prozent über den durchschnittlichen Preisen anderer Frankfurter Bäder liegen. Die Gäste des Hilton-Hotels haben jederzeit freien Eintritt. Zur Steigerung der Attraktivität wurde ein Fitness-Center angeschlossen.
Das Schwimmbad wird von der Fitnessstudio-Kette Fitness First betrieben.
Das Hotel umfasst 342 Zimmer, 14 Konferenzräume, einen Ballsaal, der 700 Gästen Platz bietet und eben das Schwimmbad, das heute als Teil von „Fitness First“ zu eingeschränkten Öffnungszeiten der Öffentlichkeit zugänglich ist.